# Elecciones presidenciales de Estados Unidos de 1872
En las elecciones presidenciales de Estados Unidos de 1872, el presidente, Ulysses S. Grant, líder de los republicanos radicales, fue elegido fácilmente para un segundo mandato con el senador Henry Wilson, de Massachusetts como su compañero de fórmula, a pesar de una división dentro del Partido Republicano, que dio lugar a una deserción de muchos republicanos liberales que se opusieron junto con Horace Greeley. El otro importante partido político, el Partido Demócrata, también nominó a los candidatos de la fórmula republicana liberal en ese año.
El 29 de noviembre de 1872, después de la votación popular, pero antes de que el Colegio Electoral emitiera sus votos, Greeley murió. Como resultado, los electores que habían nominado con anterioridad a Greeley votaron a favor de cuatro candidatos diferentes para Presidente, y ocho diferentes candidatos para Vicepresidente. Greeley mismo recibió tres votos electorales anteriormente, pero esos votos fueron rechazados por el Congreso. Es hasta ahora la única elección en la que un candidato presidencial ha muerto durante el proceso electoral.